# Franz Xaver Nagl
Franz Xavier Nagl, avstrijski rimskokatoliški rimskokatoliški duhovnik, škof, nadškof in kardinal, * 26. november 1855, Dunaj, † 4. februar 1913, Dunaj.

## Življenjepis
14. julija 1878 je prejel duhovniški posvečenje.
26. marca 1902 je bil imenovan za tržaško-koprskega škofa; 26. marca 1902 je bil potrjen in položaj je zasedel 2. junija istega leta.
Škofovsko posvečenje je prejel 15. junija 1902. Na tem položaju je ostal do 1. januarja 1910, ko je bil imenovan za pomočnika dunajskega nadškofa. 19. januarja 1910 je bil potrjen za ta položaj in hkrati je postal naslovni nadškof Tyrusa.
5. avgusta 1911 je nasledil položaj in postal dunajski nadškof (metropolit). 24. septembra istega leta je zasedel položaj. Istega leta, 27. novembra pa je bil povzdignjen v kardinala S. Marco.